# Diane von Fürstenberg
Diane von Fürstenberg (született Diane Simone Michelle Halfin) (Brüsszel, 1946. december 31.–) belga származású amerikai divattervező.

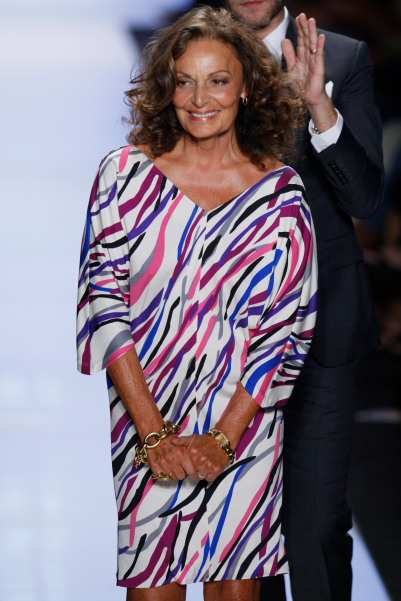
Diane von Fürstenberg

## Élete
Diane Simone Michelle Halfinként született egy középosztálybeli, zsidó családba. Apja az orosz születésű Leon Halfin, aki Svájcban volt a második világháború idején. Édesanyja, Liliane Nahmias, görög születésű, holokauszttúlélő.
Diane közgazdaságtant tanult a Genfi Egyetemen, Svájcban.
18 évesen, az egyetemen találkozott Egon von Fürstenberg herceggel-, egy német herceg, és egy Fiat örökösnő legidősebb fiával. 1969-ben összeházasodtak, majd három évvel később elváltak. Két gyermekük született: Alexandre herceg (hat hónappal az esküvő után) és Tatiana hercegnő, aki New Yorkban született. Már három gyerek nagymamája.
A Fürstenberg házasság (bár nem volt népszerű a vőlegény családjában, részben vallási okok miatt) révén Diane Fürstenberg hercegnő lett.
A nyolcvanas évek elején viszonya volt Alain Elkannel, Margherita Agnelli exférjével. Ekkor  lett jó viszonyban Alain gyerekeivel, Jakivel, Lapóval és Ginevra Elkannnel.
2001-ben hozzáment Barry Diller médiamogulhoz, akit a hetvenes évek óta ismert.
2002 óta amerikai állampolgár.

## Karrierje
Ahogy Fürstenberg egyszer mondta: „Attól a perctől kezdve, hogy tudtam, Egon felesége leszek, úgy döntöttem, hogy karriert akarok. Akartam valaki lenni, és nem csak egy csúnya kicsi lány, aki hozzáment a szerelméhez.”
1970-ben, egy 30 000 dolláros befektetéssel elkezdett női ruhákat tervezni. (Korábbi férje szintén divattervező lett, 1974-ben Diane segített beindítani neki a karrierjét.)
Legismertebb ruhadarabja az a kötött pulóver, ”burokruha”  volt, amelyet  1973-ban a Metropolitan Múzeum bevett egy, a híres ruhákat tartalmazó gyűjteményébe, azért, mert ezzel nagy hatást gyakorolt a női divatra.
A szakmában,- és személyesen is- a nevét von- nal használja a szokásos zu ( a Fürstenberg- házra ugyanis ezt használják)  helyett. Valamit jobban szereti a nevét ü betű nélkül használni, legalábbis ezt jelzik a reklámkampányok és a vállalati cégjelzés. Azonban az 1990-es évek végéig használta mindenhol az ü betűt, vagy ha nem, legalább egy kis kacsgaringó volt a helyében.

## Külső hivatkozások
- Diane von Fürstenberg honlapja